# Papa Gregorio XI
Gregorio XI, nato Pierre Roger de Beaufort (Rosiers-d'Égletons, 9 maggio 1330 – Roma, 27 marzo 1378), è stato il 201º papa della Chiesa cattolica dal 1370 alla morte. 
Fu l'ultimo dei papi di Avignone, e l'ultimo papa di origine francese, poiché nel 1377 riportò a Roma la sede papale.

## Biografia

### Formazione e carriera ecclesiastica
Nacque il 9 maggio 1330 nel Castello di Maumont, presso Rosiers-d'Égletons, nella regione francese del Limosino, figlio del conte Guglielmo II Ruggero di Beaufort (conte di Beaufort e Alès, signore di Rosiers-d'Égleton, Margeride, Saint-Exupéry-les-Roches, Fay, Combrailles e Cornillon, barone di Saint-Rémy-de-Provence, Pertuis de Meyrargues e Séderon e visconte di Lamothe e Valernes) e di Marie du Chambon e nipote (e omonimo) di papa Clemente VI. Fece una precoce carriera ecclesiastica e studiò all'Università di Angers. Nel 1342, appena dodicenne, divenne canonico del capitolo della cattedrale di Rouen, poi di quello di Rodez e quindi di quella di Parigi, di cui divenne anche arcidiacono.
Al compimento dei diciotto anni, nel 1348 lo zio Clemente lo fece cardinale diacono della diaconia di Santa Maria Nuova. Successivamente compì diversi importanti studi in teologia e in giurisprudenza anche presso l'Università di Perugia sotto la guida di Baldo degli Ubaldi, ed effettuò moltissimi viaggi in Italia, ove nel 1367 fu pure accompagnatore di papa Urbano V. Fu arciprete della basilica di San Giovanni in Laterano dal 1348 al 1370, e dal 1368 al 1370 anche della basilica liberiana. Nel 1368 divenne cardinale protodiacono.

#### Conclavi
Dopo la nomina a cardinale, Pierre Roger de Beaufort partecipò ai conclavi:
- conclave del 1352, che elesse papa Innocenzo VI;
- conclave del 1362, che elesse papa Urbano V;
- conclave del 1370, che elesse lui stesso.

### Il pontificato
Morto Urbano V nel 1370, venne eletto suo successore con voto unanime. Si tratta di uno dei rari pontefici di cui si abbia notizia il cui padre era ancora in vita al momento dell'elezione.
Non essendo ancora divenuto sacerdote, dovette essere ordinato presbitero e vescovo prima dell'incoronazione ufficiale. La consacrazione fu effettuata dal vescovo e cardinale Guy de Boulogne.
Nel 1371 promosse una lega contro i Visconti di Milano che cercavano d'impadronirsi del Piemonte e della Romagna, concludendo poi con essi la pace nel 1375.
Durante il suo pontificato vennero prese misure vigorose contro le eresie che avevano preso piede in Germania, in Inghilterra e in altre parti d'Europa; venne inoltre fatto uno sforzo sincero di portare a una riforma dei vari ordini monastici. Le diciannove proposizioni di John Wyclif e i tredici articoli del Sachenspiegel vennero condannati formalmente da Gregorio XI nel 1373.
Fu convinto assertore della necessità che il Papa dovesse risiedere a Roma: questa convinzione venne in lui ampiamente stimolata dalle parole di Caterina da Siena, la quale gli scrisse diverse lettere. La monaca si mise in viaggio nella primavera del 1376 e il 18 giugno giunse ad Avignone. Fu ricevuta dal pontefice, il quale si convinse definitivamente che era necessario che la Sede Apostolica ritornasse a Roma. 

Il 13 settembre Gregorio XI varcò il ponte sul Rodano e lasciò Avignone diretto a Roma. Una volta arrivato a Marsiglia il pontefice proseguì il viaggio per nave, facendo scalo a Genova. Da qui si imbarcò per il Lazio toccando terra a Civitavecchia. Gregorio XI fece il suo ingresso nell'Urbe il 17 gennaio 1377.

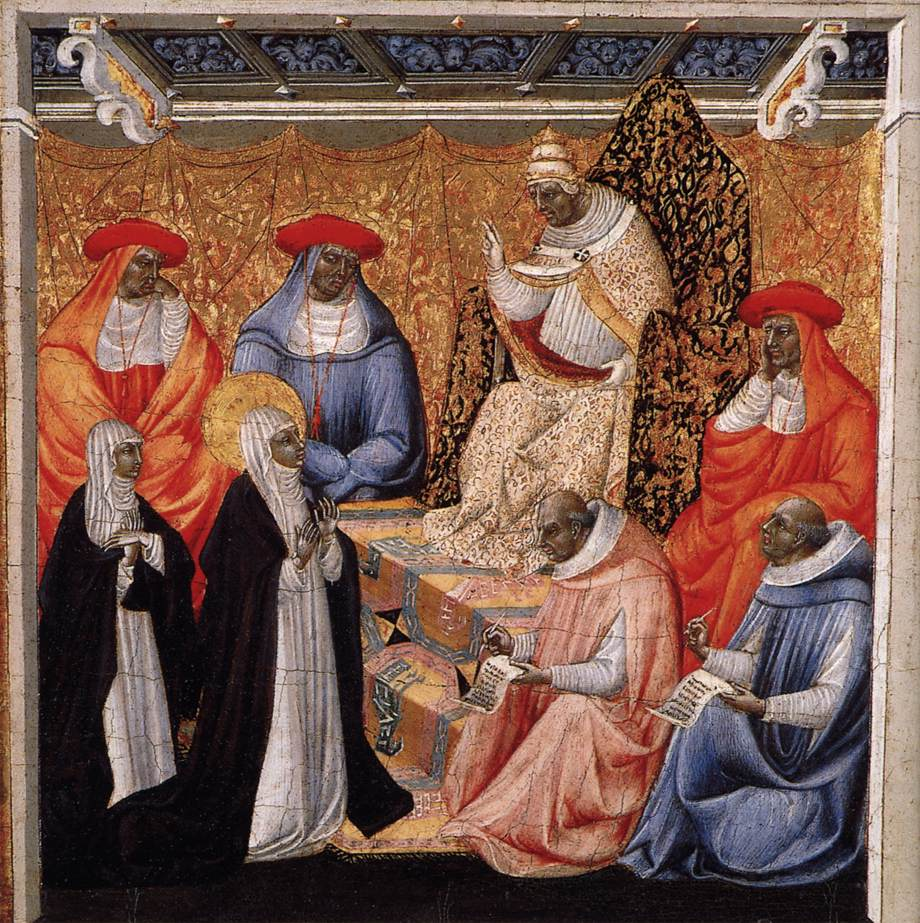
Giovanni di Paolo, Caterina da Siena davanti al papa ad Avignone

Gregorio morì pochi mesi dopo, il 27 marzo 1378. Era l'ultimo superstite delle creazioni cardinalizie di Clemente VI. I suoi resti riposano in un pregevole monumento sepolcrale situato nel transetto di destra della basilica di Santa Francesca Romana, che all'epoca era conosciuta come «chiesa di Santa Maria Nuova».

#### Concistori per la creazione di nuovi cardinali
Papa Gregorio XI durante il suo pontificato ha creato 21 cardinali nel corso di 2 distinti concistori.

### Dopo Gregorio XI
Alla sua morte fu eletto pontefice a Roma Urbano VI (Bartolomeo Prignano, vescovo di Bari e ultimo papa scelto fuori dal collegio cardinalizio). Cinque mesi dopo, in un successivo conclave convocato a Fondi, pressoché gli stessi cardinali - dopo aver dichiarato invalida la precedente elezione - elessero al suo posto il cardinale Roberto di Ginevra (Clemente VII, successivamente considerato antipapa), innescando lo scisma d'occidente, che durò una quarantina d'anni e terminò soltanto col Concilio di Costanza; nel corso di esso (1415) avvenne la rinuncia del Papa dell'obbedienza romana (simultaneamente all'atto col quale riconvocava il Concilio) e la deposizione di quelli delle altre obbedienze, aprendo la strada all'elezione di Martino V a unico pontefice della Chiesa cattolica.

## Genealogia episcopale e successione apostolica
La genealogia episcopale è:
- Cardinale Guy de Boulogne
- Papa Gregorio XI

La successione apostolica è:
- Vescovo Guérin d'Arcy (1371)
- Arcivescovo Lourenço Vicente (1374)
- Vescovo Mikołaj Łodzia z Kórnika (1375)